# Mikroventil
Mikroventile sind Ventile, deren Dimensionen sich im Mikrometerbereich befinden. Mikroventile sind wichtige Bauteile der Mikrofluidik und finden auch Verwendung in Mikrosystemen.

## Aufbau, Funktion und Anwendung
Mikroventile werden meist auf Basis von einkristallinem Silicium gebaut (meist 4-Zoll- oder 6-Zoll-Wafer, also kleiner als sie in der Halbleitertechnologie Verwendung finden). In und durch das Substrat werden Kanäle eingebracht, beispielsweise durch anisotropes Ätzen des Siliciums in einer Kalilauge.
Ein typisches Funktionsprinzip ist die Steuerung des Strömungsflusses über einen mikromechanisch beweglichen Stößel, der den Strömungskanal verschließen kann. Die Auslenkung des Stößels kann beispielsweise über eine versteifte Siliciummembran, die den Stößel trägt (kann gleich als ein Bauteil gefertigt werden), und durch eine Piezokeramik angetrieben werden. Dadurch kann ein Strömungspfad aktiv geöffnet und geschlossen werden.
Durch die geringen Abmessungen können Mikroventile sehr gut in portable Geräte und kompakte Systeme integriert werden, was ganz neue Anwendungsmöglichkeiten schafft, z. B. Vorsteuerventil für die Industriepneumatik, Schnellablassventil für Blutdruckmessung, Regelventil für miniaturisierte Durchflusssensoren, Steuerung mikrofluidischer bioanalytischer Systeme.